# Lipotriches rustica
Lipotriches rustica är en biart som först beskrevs av John Obadiah Westwood 1875.  Lipotriches rustica ingår i släktet Lipotriches och familjen vägbin. Inga underarter finns listade i Catalogue of Life.